# Michael Sattler
Michael Sattler (1495 – 20 mai 1527) était un leader allemand du mouvement anabaptiste et de la Réforme radicale. Il a été particulièrement influent lors de la rédaction de la Confession de Schleitheim.

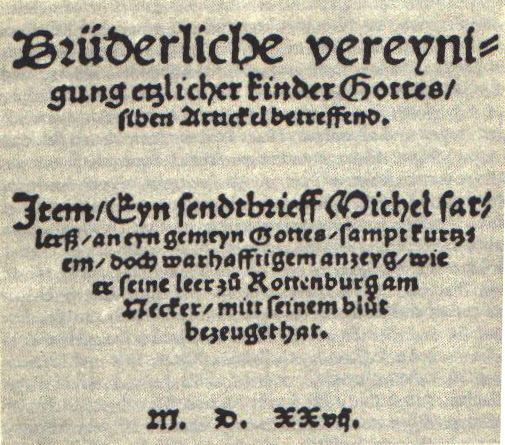
Page de garde de la Confession de Schleitheim (1527), portant le nom de "Michel Sattler".

## Biographie
Sattler est né vers 1490 à Staufen, en Saint-Empire romain germanique. Il devint moine bénédictin dans l'abbaye de Saint-Pierre et vraisemblablement prieur de cette abbaye. Il la quitta probablement en mai 1525, lorsque le monastère fut pris par les paysans de la Forêt-Noire, lors de la Guerre des Paysans. Il épousa plus tard une ancienne béguine nommé Margaretha.
Sa date d'arrivée à Zurich n'est pas connue, mais on sait qu'il a été expulsé de la ville le 18 novembre 1525 dans une vague d'expulsions d'étrangers consécutives à la "disputation sur le baptême" du 6 au 8 novembre 1525. Certains pensent que Sattler doit être identifié comme le "Frère Michael dans le manteau blanc," mentionné dans un document daté du 25 mars de cette année, faisant ainsi apparaître Sattler à Zurich avant le moment où l'historien Arnold Snyder estime qu'il a dû quitter l'abbaye de Saint-Pierre. (Snyder pensait que Sattler avait dû venir à Zurich pour assister à la disputation.)
Il se rapprocha des Anabaptistes, et fut probablement rebaptisé dans le courant de l'été 1526. Il a été impliqué dans l'activité missionnaire anabaptiste autour de Horb et Rottenburg, et se rendit finalement à Strasbourg. En février 1527, il présida une réunion des Frères Suisses à Schleitheim, au moment où la Confession de Schleitheim fut adoptée.
En mai 1527, Sattler fut arrêté par le Comte Joachim von Zollern, régent de l'Archiduc Ferdinand d'Autriche, en même temps que son épouse et plusieurs autres anabaptistes. Il fut jugé et condamné à être exécuté comme hérétique à Rottenburg am Neckar. La sentence précise : "Michael Sattler sera remis au bourreau. Ce dernier le conduira sur  la place publique et, là, lui coupera d'abord la langue, puis le chargera vite dans une voiture et là par deux fois arrachera deux morceaux de son corps avec des pinces portées au rouge, puis, sur le chemin vers l'échafaud, il répétera encore cinq fois ce qui est précisé ci-dessus, puis il brûlera son corps entièrement comme un archi-hérétique." Les autres hommes du groupe ont été exécutés par décapitation, et les femmes, y compris Margaretha, par noyade.

## Commémoration
Une plaque commémorative sur le site de son exécution, près de Rottenburg am Neckar dit ceci : "Le baptiste Michael Sattler a été exécuté par le feu après de lourdes tortures, le 20 mai 1527 ici sur la colline des échafauds. Il est mort en véritable témoin de Jésus-Christ. Son épouse Margaretha et d'autres membres de la congrégation ont été noyés et brûlé. Ils ont agi pour le baptême de ceux qui veulent suivre le Christ, pour l'indépendance de la congrégation des fidèles, pour le message de paix du Sermon sur la montagne."